# Astragalus daenaensis
Astragalus daenaensis es una especie de planta del género Astragalus, de la familia de las leguminosas, orden Fabales.

## Distribución
Astragalus daenaensis se distribuye por Irán y Turquía.

## Taxonomía
Fue descrita científicamente por Boiss.